# Gandusari (Gandusari)
Gandusari is een bestuurslaag in het regentschap Trenggalek van de provincie Oost-Java, Indonesië. Gandusari telt 6417 inwoners (volkstelling 2010).